# Monastier di Treviso
Monastier di Treviso – miejscowość i gmina we Włoszech, w regionie Wenecja Euganejska, w prowincji Treviso.
Według danych na rok 2004 gminę zamieszkiwały 3554 osoby, 142,2 os./km².